# Південноамериканський кубок 2017
Південноамериканський кубок 2017 — 16-й розіграш другого за значимістю клубного футбольного турніру Південноамериканської конфедерації футбола (КОНМЕБОЛ). Переможцем вдруге в історії став Індепендьєнте.

## Розклад матчів
| Етап         | Перший матч | Повторний матч |
| ------------ | --- | --- |
| Перший раунд | - Тиждень 1: 1-3 березня 2017 - Тиждень 2: 5–7 квітня 2017 - Тиждень 3: 10–12 травня 2017 - Тиждень 4: 30 травня – 2 червня 2017 | - Тиждень 1: 1-3 березня 2017 - Тиждень 2: 5–7 квітня 2017 - Тиждень 3: 10–12 травня 2017 - Тиждень 4: 30 травня – 2 червня 2017 |
| Другий раунд | - Тиждень 1: 28–30 червня 2017 - Тиждень 2: 12–14 липня 2017 - Тиждень 3: 26–28 липня 2017 - Тиждень 4: 2–4 серпня 2017          | - Тиждень 1: 28–30 червня 2017 - Тиждень 2: 12–14 липня 2017 - Тиждень 3: 26–28 липня 2017 - Тиждень 4: 2–4 серпня 2017          |
| 1/8 фіналу   | - Тиждень 1: 23–25 серпня 2017 - Тиждень 2: 13–15 вересня 2017 - Тиждень 3: 20–22 вересня 2017                                   | - Тиждень 1: 23–25 серпня 2017 - Тиждень 2: 13–15 вересня 2017 - Тиждень 3: 20–22 вересня 2017                                   |
| 1/4 фіналу   | 24–26 жовтня 2017 | 31 жовтня – 2 листопада 2017 |
| 1/2 фіналу   | 21, 24 листопада 2017 | 29 листопада, 1 грудня 2017 |
| Фінал        | 7 грудня 2017 | 14 грудня 2017 |

## Перший раунд
| Команда 1                | Заг.         | Команда 2              | 1-й матч | 2-й матч |
| ------------------------ | ------------ | ---------------------- | -------- | -------- |
| 1 березня/10 травня 2017 |              |                        |          |          |
| Депортіво Калі           | 2:2 (ч)      | Спортіво Лукеньйо      | 1:0      | 1:2      |
| 1 березня/31 травня 2017 |              |                        |          |          |
| ЛДУ Кіто                 | 4:3          | Дефенсор Спортінг      | 2:2      | 2:1      |
| 1 березня/1 червня 2017  |              |                        |          |          |
| О'Хіггінс                | 1:2          | Фуерса Амарілья        | 1:0      | 0:2      |
| 1 березня/2 червня 2017  |              |                        |          |          |
| Бостон Рівер             | 4:2          | Комерсіантес Унідос    | 3:1      | 1:1      |
| 2 березня/10 травня 2017 |              |                        |          |          |
| Насьйональ (Потосі)      | 4:3          | Спорт Уанкайо          | 3:1      | 1:2      |
| 2 березня/11 травня 2017 |              |                        |          |          |
| Палестіно                | 1:1 пен. 7:6 | Атлетіко Венесуела     | 0:1      | 1:0      |
| 2 березня/12 травня 2017 |              |                        |          |          |
| Хуан Аурич               | 1:8          | Арсенал                | 0:2      | 1:6      |
| 2 березня/1 червня 2017  |              |                        |          |          |
| Депортіво Ансоатегі      | 3:4          | Уракан                 | 3:0      | 0:4      |
| 2 березня/2 червня 2017  |              |                        |          |          |
| Расінг                   | 2:1          | Ріонегро Агілас        | 1:0      | 1:1      |
| 3 березня/12 травня 2017 |              |                        |          |          |
| Серро Портеньйо          | 3:2          | Каракас                | 1:1      | 2:1      |
| 3 березня/2 червня 2017  |              |                        |          |          |
| Депортес Толіма          | 2:2 (ч)      | Болівар                | 2:1      | 0:1      |
| 5 квітня/11 травня 2017  |              |                        |          |          |
| Крузейру                 | 3:3 пен. 2:3 | Насьйональ (Асунсьйон) | 2:1      | 1:2      |
| 5 квітня/31 травня 2017  |              |                        |          |          |
| Петролеро                | 1:6          | Универсідад Католика   | 1:3      | 0:3      |
| 5 квітня/1 червня 2017   |              |                        |          |          |
| Індепендьєнте            | 1:0          | Альянса Ліма           | 0:0      | 1:0      |
| 6 квітня/10 травня 2017  |              |                        |          |          |
| Понте-Прета              | 1:1 (ч)      | Хімнасія і Есгріма     | 0:0      | 1:1      |
| 6 квітня/11 травня 2017  |              |                        |          |          |
| Корінтіанс               | 4:1          | Універсідад де Чилі    | 2:0      | 2:1      |
| Флуміненсе               | 2:1          | Ліверпуль              | 2:0      | 0:1      |
| 6 квітня/12 травня 2017  |              |                        |          |          |
| Дефенса і Хустісія       | 1:1 (ч)      | Сан-Паулу              | 0:0      | 1:1      |
| 6 квітня/31 травня 2017  |              |                        |          |          |
| Евертон                  | 1:1 пен. 3:4 | Патріотас              | 1:0      | 0:1      |
| 7 квітня/12 травня 2017  |              |                        |          |          |
| Спорт Ресіфі             | 3:3 пен. 4:2 | Данубіо                | 3:0      | 0:3      |
| 7 квітня/1 червня 2017   |              |                        |          |          |
| Естудіантес              | 3:10         | Соль де Америка        | 2:3      | 1:7      |
| 7 квітня/2 червня 2017   |              |                        |          |          |
| Орієнте Петролеро        | 2:2 пен. 8:7 | Депортіво Куенка       | 1:1      | 1:1      |

## Другий раунд
| Команда 1               | Заг.         | Команда 2              | 1-й матч | 2-й матч |
| ----------------------- | ------------ | ---------------------- | -------- | -------- |
| 28 червня/26 липня 2017 |              |                        |          |          |
| Фуерса Амарілья         | 1:2          | Санта-Фе               | 1:1      | 0:1      |
| 29 червня/26 липня 2017 |              |                        |          |          |
| Дефенса і Хустісія      | 1:1 пен. 2:4 | Шапекоенсе             | 1:0      | 0:1      |
| 29 червня/27 липня 2017 |              |                        |          |          |
| Патріотас               | 1:3          | Корінтіанс             | 1:1      | 0:2      |
| 30 червня/27 липня 2017 |              |                        |          |          |
| Понте-Прета             | 4:1          | Соль де Америка        | 1:0      | 3:1      |
| Флуміненсе              | 6:1          | Универсідад Католика   | 4:0      | 2:1      |
| 30 червня/28 липня 2017 |              |                        |          |          |
| Расінг                  | 6:3          | Індепендьєнте Медельїн | 3:1      | 3:2      |
| 6 липня/10 серпня 2017  |              |                        |          |          |
| Палестіно               | 2:10         | Фламенгу               | 2:5      | 0:5      |
| 7/28 липня 2017         |              |                        |          |          |
| Спорт Ресіфі            | 3:2          | Арсенал                | 2:0      | 1:2      |
| 12/27 липня 2017        |              |                        |          |          |
| Серро Портеньйо         | 6:2          | Бостон Рівер           | 2:1      | 4:1      |
| 12 липня/2 серпня 2017  |              |                        |          |          |
| Уракан                  | 1:7          | Лібертад               | 1:5      | 0:2      |
| Орієнте Петролеро       | 2:6          | Атлетіко Тукуман       | 2:3      | 0:3      |
| 13 липня/3 серпня 2017  |              |                        |          |          |
| Болівар                 | 1:1 пен. 5:6 | ЛДУ Кіто               | 1:0      | 0:1      |
| Індепендьєнте           | 6:3          | Депортес Ікіке         | 4:2      | 2:1      |
| Насьйональ (Асунсьйон)  | 3:3 (ч)      | Олімпія                | 1:1      | 2:2      |
| 14 липня/4 серпня 2017  |              |                        |          |          |
| Насьйональ (Потосі)     | 0:3          | Естудьянтес            | 0:1      | 0:2      |
| Депортіво Калі          | 2:2 пен. 2:3 | Хуніор де Барранкілья  | 1:1      | 1:1      |

## 1/8 фіналу
| Команда 1                 | Заг.    | Команда 2             | 1-й матч | 2-й матч |
| ------------------------- | ------- | --------------------- | -------- | -------- |
| 23 серпня/13 вересня 2017 |         |                       |          |          |
| Атлетіко Тукуман          | 1:2     | Індепендьєнте         | 1:0      | 0:2      |
| 24 серпня/20 вересня 2017 |         |                       |          |          |
| Насьйональ (Асунсьйон)    | 2:0     | Естудьянтес           | 1:0      | 1:0      |
| 25 серпня/15 вересня 2017 |         |                       |          |          |
| Лібертад                  | 2:1     | Санта-Фе              | 1:0      | 1:1      |
| 13/20 вересня 2017        |         |                       |          |          |
| Серро Портеньйо           | 1:3     | Хуніор де Барранкілья | 0:0      | 1:3      |
| 14/21 вересня 2017        |         |                       |          |          |
| Корінтіанс                | 1:1 (ч) | Расінг                | 1:1      | 0:0      |
| Спорт Ресіфі              | 3:2     | Понте-Прета           | 3:1      | 0:1      |
| Шапекоенсе                | 0:4     | Фламенгу              | 0:0      | 0:4      |
| 15/22 вересня 2017        |         |                       |          |          |
| Флуміненсе                | 2:2 (ч) | ЛДУ Кіто              | 1:0      | 1:2      |

## 1/4 фіналу
| Команда 1                  | Заг. | Команда 2             | 1-й матч | 2-й матч |
| -------------------------- | ---- | --------------------- | -------- | -------- |
| 25 жовтня/2 листопада 2017 |      |                       |          |          |
| Лібертад                   | 1:0  | Расінг                | 1:0      | 0:0      |
| 26 жовтня/2 листопада 2017 |      |                       |          |          |
| Флуміненсе                 | 3:4  | Фламенгу              | 0:1      | 3:3      |
| 26 жовтня/3 листопада 2017 |      |                       |          |          |
| Насьйональ (Асунсьйон)     | 1:6  | Індепендьєнте         | 1:4      | 0:2      |
| 27 жовтня/3 листопада 2017 |      |                       |          |          |
| Спорт Ресіфі               | 0:2  | Хуніор де Барранкілья | 0:2      | 0:0      |

## 1/2 фіналу
| Команда 1                  | Заг. | Команда 2             | 1-й матч | 2-й матч |
| -------------------------- | ---- | --------------------- | -------- | -------- |
| 21/29 листопада 2017       |      |                       |          |          |
| Лібертад                   | 2:3  | Індепендьєнте         | 1:0      | 1:3      |
| 24 листопада/1 грудня 2017 |      |                       |          |          |
| Фламенгу                   | 4:1  | Хуніор де Барранкілья | 2:1      | 2:0      |

## Фінал
| Команда 1        | Заг. | Команда 2 | 1-й матч | 2-й матч |
| ---------------- | ---- | --------- | -------- | -------- |
| 7/14 грудня 2017 |      |           |          |          |
| Індепендьєнте    | 3:2  | Фламенгу  | 2:1      | 1:1      |

### Перший матч
| 7 грудня 2017 1:45 (EEST) |

| Індепендьєнте          | 2:1      | Фламенгу |
| ---------------------- | -------- | -------- |
| Хігліотті 29' Меса 53' | Протокол | Ревер 9' |

| Лібертадорес де Америка, Авельянеда Глядачів: 45 000 Арбітр: Маріо Діас де Вівар |

### Повторний матч
| 14 грудня 2017 1:45 (EEST) |

| Фламенгу   | 1:1      | Індепендьєнте    |
| ---------- | -------- | ---------------- |
| Пакета 30' | Протокол | Барко 40' (пен.) |

| Маракана, Ріо-де-Жанейро Глядачів: 62 567 Арбітр: Вільмар Ролдан |